# テレブラス
テレブラス(Telebrás)は、かつてブラジルで通信事業を独占していた国営会社である。1998年7月、テレブラスは、"Baby Bras"とニックネームがつけられた12の企業に分割され、民営化された。1つが遠距離通信を受け持つエンブラテルであり、それ以外に3つの固定電話会社と8つの携帯電話事業会社に分割された。
テレブラスの民営化の始まりは、1990年代のフェルナンド・コロール・デ・メロ大統領時代にさかのぼる。コロールプランによるブラジル経済の建て直しを行う中で持ち上がったのが、テレブラスの分割、民営化であった。1990年から1991年にかけてコロール大統領の経済担当大臣を務めたZélia Cardoso de Melloの指導の下、民営化の準備が実施された 。
実際の民営化が実施されたのは、彼女が就任して8年経過した1998年7月29日であった。すでに大統領はフェルナンド・エンリケ・カルドーゾになっていた。
エンブラテル社長のカルロス・エンリケ・モレイラの言を借りるならば、民営化が実施されて2006年までの8年間に、固定電話及び携帯電話の保有人口が2,740万人から1億3,900万人に伸びた。電話を使用する人口が伸びるのに比例して、通話料も310億レアルから1,210億レアルに伸びた。また、分割された事業会社から徴収された法人税収入も93億レアルから331億レアルに伸びた。この8年間で、ブラジルにおける通信セクターの成長は年換算で約17%であった。加えて、テレブラスの民営化により、新たに雇用が創出され、通信業に従事する雇用者も18万人から30.5万人と年間で7%の成長を記録した。